# Adolfo Re Riccardi
Adolfo Re Riccardi (Torino, 13 luglio 1859 – Roma, 19 settembre 1943) è stato un impresario teatrale e critico teatrale italiano.

## Biografia
Di origini napoletane, uscì dall'esercito con il grado di ufficiale di cavalleria nel 1896. Appassionato di teatro, fin dal 1894 si occupò dell'importazione di testi teatrali francesi, mentre due anni dopo si trasferì a Roma dove aprì uno studio, che divenne un punto di riferimento per molti appassionati di teatro. 
Fu uno dei maggiori esponenti del teatro italiano del primo Novecento, per quel che riguardava la produzione degli spettacoli e l'acquisto dei diritti delle opere direttamente dagli autori. 
Si accostò anche al cinema, prima come agente italiano della Pathé, e poi nel 1909 come fondatore della casa cinematografica Film d'Arte Italiana (per conto di Charles Pathé) della quale fu direttore generale.  
Collaborò con alcune testate come L'Arte Drammatica, Popolo di Roma, Il Resto del Carlino, e pubblicò due volumi, I segreti delle attrici (1921) e I segreti degli autori (1928).

## Filmografia

### Regista
- Situazione comica (1909)

## Pubblicazioni
- I segreti delle attrici - Milano, Vitagliano, 1921.
- I segreti degli autori - Milano, Corbaccio, 1928.